# William Julius Barker
William Julius Barker (* 25. Juni 1886 in Marietta, Georgia; † 13. April 1968 in Tampa, Florida) war ein US-amerikanischer Jurist. Nach seiner Berufung durch Präsident Franklin D. Roosevelt fungierte er von 1940 bis 1959 als Bundesrichter am Bundesbezirksgericht für den südlichen Distrikt von Florida.

## Werdegang
Nach seinem Schulabschluss besuchte William Barker das College of Law der University of Florida in Gainesville, wo er 1916 den Bachelor of Laws erwarb. Er praktizierte anschließend bis 1925 als Rechtsanwalt in Jacksonville. Von 1925 bis 1940 amtierte er als Richter am staatlichen Kreisgericht im Highlands County.
Am 11. Januar 1940 wurde Barker durch Präsident Roosevelt als Nachfolger von Alexander Akerman zum Richter am United States District Court for the Southern District of Florida ernannt. Nach der Bestätigung durch den US-Senat, die am 1. Februar desselben Jahres erfolgte, konnte er sein Amt vier Tage darauf antreten. Von 1955 bis 1959 war er als Chief Judge Vorsitzender dieses Bundesgerichts. Am 30. April 1959 wechselte er in den Senior Status und ging damit faktisch in den Ruhestand. Sein Sitz fiel an William McRae; den Vorsitz des Gerichts übernahm George William Whitehurst. William Barker, der mit seiner Ehefrau Pauline einen Sohn und zwei Töchter hatte, starb am 13. April 1968 in Tampa und wurde auf dem Evergreen Cemetery in Gainesville beigesetzt.